# Лантелі
Лантелі (груз. ლანტელი) — село в Грузії.
За даними перепису населення 2014 року в селі проживає 54 особи.